# Vyšné Remety
Vyšné Remety (ungarisch Jeszenőremete – bis 1907 Felsőremete) ist eine Gemeinde im äußersten Osten der Slowakei mit 387 Einwohnern (Stand 31. Dezember 2024), die zum Okres Sobrance, einem Kreis des Košický kraj, gehört.

## Geographie

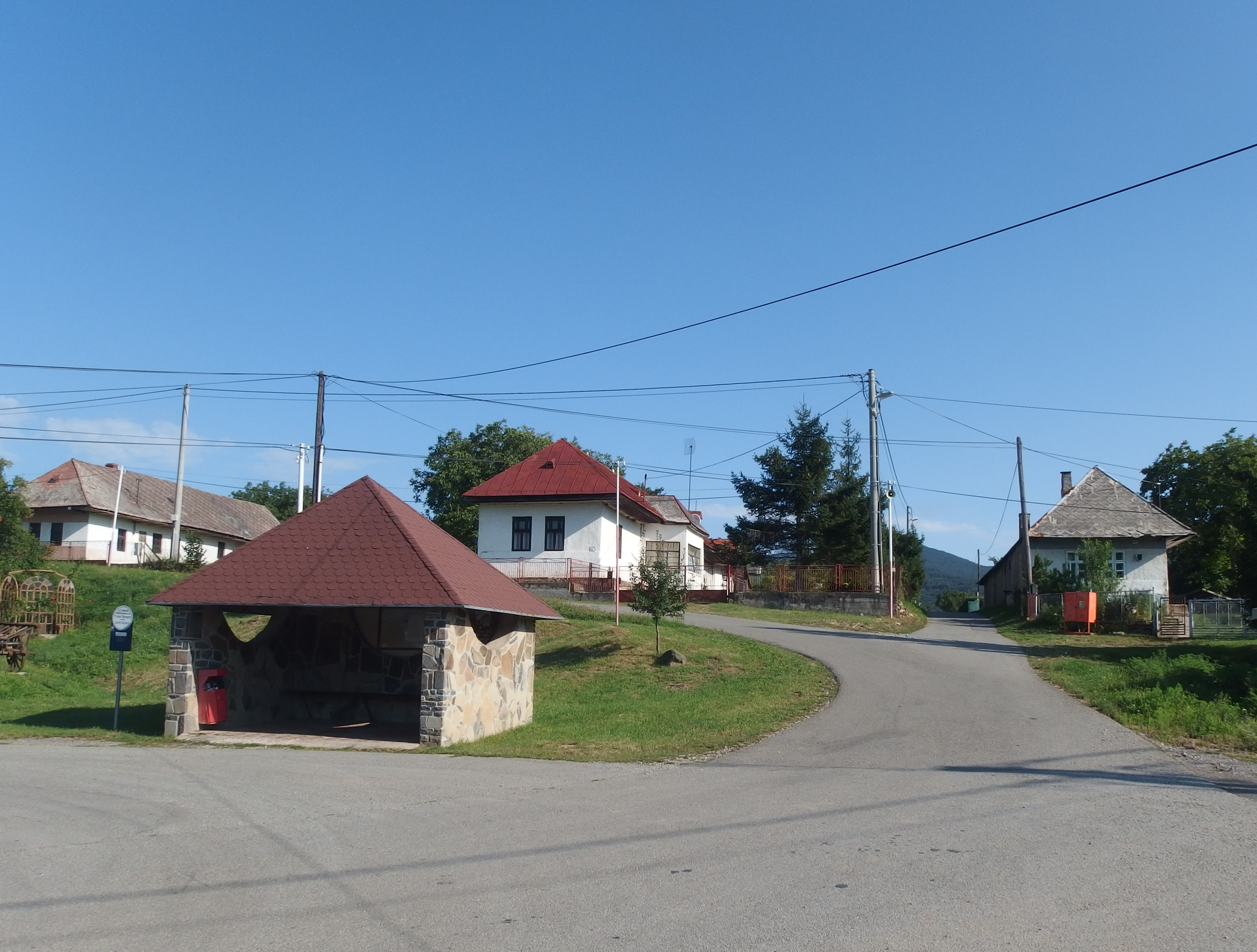
Vyšné Remety

Die Gemeinde befindet sich im Hügelland Podvihorlatská pahorkatina unterhalb des Vihorlatgebirges, im Ostslowakischen Hügelland im nordöstlichen Teil des Ostslowakischen Tieflands, am Bach Remetský potok im Einzugsgebiet des Uh über den Nebenfluss Čierna voda. Das Ortszentrum liegt auf einer Höhe von 225 m n.m. und ist 11 Kilometer von Sobrance entfernt.
Nachbargemeinden sind Remetské Hámre im Nordwesten, Norden und Nordosten, Vyšná Rybnica im Osten und Südosten, Jasenov im Süden, Úbrež im Südwesten und Poruba pod Vihorlatom im Südwesten und Westen.

## Geschichte

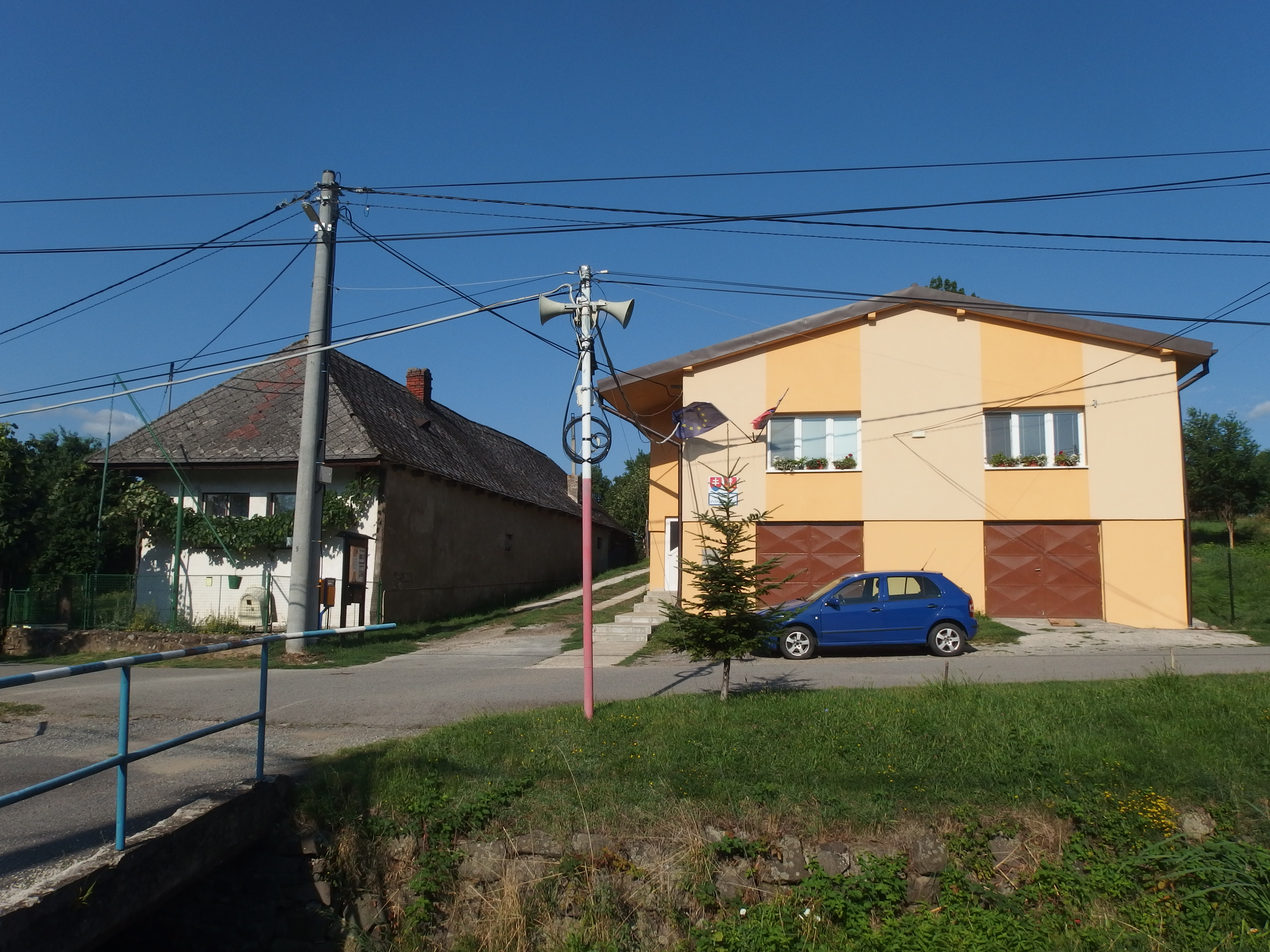
Sitz der Gemeindeverwaltung

Vyšné Remety wurde in der zweiten Hälfte des 14. Jahrhunderts nach deutschem Recht gegründet und zum ersten Mal 1418 als Remethe schriftlich erwähnt, weitere historische Bezeichnungen sind unter anderen Olahremethe (1459) und Wyssní Remjaty (1808). Das Dorf war Teil der Herrschaft von Großmichel und Jasenov, die großen Waldflächen gehörten bis zum 20. Jahrhundert der Familie Sztáray.
1427 wurden sechs Porta verzeichnet. 1715 gab es eine Mühle und 13 Haushalte, 1828 zählte man 47 Häuser und 258 Einwohner, die als Landwirte tätig waren.
Bis 1918/1919 gehörte der im Komitat Ung liegende Ort zum Königreich Ungarn und kam danach zur Tschechoslowakei beziehungsweise heute Slowakei. Als Folge des Slowakisch-Ungarischen Kriegs war der Ort von 1939 bis 1944 noch einmal Teil Ungarns. Nach dem Zweiten Weltkrieg pendelte ein Teil der Einwohner zur Arbeit nach Košice sowie in den tschechischen Landesteil der Tschechoslowakei, die Landwirte waren privat organisiert.

## Bevölkerung
| Jahr                | 1994 | 2004    | 2014    | 2024    |
| ------------------- | ---- | ------- | ------- | ------- |
| Anzahl der Personen | 435  | 420     | 413     | 387     |
| Unterschied         |      | −3,44 % | −1,66 % | −6,29 % |

| Jahr                | 2023 | 2024    |
| ------------------- | ---- | ------- |
| Anzahl der Personen | 388  | 387     |
| Unterschied         |      | −0,25 % |

Nach der Volkszählung 2011 wohnten in Vyšné Remety 414 Einwohner, davon 390 Slowaken, fünf Ukrainer sowie jeweils ein Pole und Tscheche. 17 Einwohner machten keine Angabe zur Ethnie.
253 Einwohner bekannten sich zur griechisch-katholischen Kirche, 119 Einwohner zur römisch-katholischen Kirche, jeweils drei Einwohner zu den Brethren und zur Evangelischen Kirche A. B. sowie jeweils ein Einwohner zu den christlichen Gemeinden und zur orthodoxen Kirche. Zwei Einwohner waren konfessionslos und bei 32 Einwohnern wurde die Konfession nicht ermittelt.

## Bauwerke
- griechisch-katholische Erzengel-Michael-Kirche im spätklassizistischen Stil aus dem Jahr 1856, 1906 erneuert[6]

## Verkehr
Nach Vyšné Remety führt nur die Cesta III. triedy 3793 („Straße 3. Ordnung“) von einer Kreuzung mit der Cesta III. triedy 3792 zwischen Vyšné Remety und Vyšná Rybnica heraus, mit dem Anschluss an die Cesta II. triedy 582 („Straße 2. Ordnung“, Michalovce–Sobrance über Jovsa) südlich des Ortes.